# BitLet
BitLet es una pequeña pero eficiente aplicación web Java que permite descargar archivos BitTorrent, sin necesidad de descargar programas adicionales. Actualmente solo está disponible en inglés.

## Características
El software tiene como objetivo simplificar el uso de BitTorrent. Para realizar una descarga, el usuario introduce la dirección del metarchivo en la página principal de BitLet y hace clic en el enlace de descarga, iniciándose el proceso de descarga.
Todo el intercambio lo realiza el ordenador del usuario, que sigue intercambiando siempre y cuando la ventana del programa está abierta, no necesitando de un servidor entre los usuarios.
Este sistema también permite a los webmasters distribuir fácilmente los archivos mediante el protocolo BitTorrent sin necesidad de que los visitantes de sus sitios tengan que instalar un cliente de BitTorrent. Para ello, un webmaster necesita un tracker que dirige las descargas de BitTorrent y subida del archivo .Torrent, y luego muestre un vínculo en su sitio, anteponiendo el código URL de sitio en línea del torrent. El sitio BitLet proporciona un generador de código para crear este código HTML.
BitLet también permite streaming de audio en formatos MP3 y Ogg Vorbis, una función de streaming de video experimental (en su mayoría con Theora, con la opción de usar HTML 5), y un cargador para convertir un archivo en un torrent.